# Campeonato Sul-Americano de Atletismo Júnior de 2001
O Campeonato Sul-Americano de Atletismo Júnior de 2001 foi a 33ª edição da competição de atletismo organizada pela CONSUDATLE para atletas com menos de vinte anos, classificados como júnior ou sub-20. O evento foi realizado em Santa Fé, na Argentina, entre 11 e 13 de outubro de 2001. Contou com cerca de 265 atletas de 13 nacionalidades distribuídos em 44 eventos.

## Medalhistas
Esses foram os resultados do campeonato.

### Masculino
| Evento                      | Ouro                                                                               | Ouro     | Prata                                                                     | Prata    | Bronze                                                                      | Bronze   |
| --------------------------- | ---------------------------------------------------------------------------------- | -------- | ------------------------------------------------------------------------- | -------- | --------------------------------------------------------------------------- | -------- |
| 100 metros                  | Bruno Campos (BRA)                                                                 | 10.62    | Bruno Pacheco (BRA)                                                       | 10.76    | Pablo Del Valle (ARG)                                                       | 10.95    |
| 200 metros                  | Bruno Pacheco (BRA)                                                                | 21.26    | Pablo Del Valle (ARG)                                                     | 21.45    | Bruno Campos (BRA)                                                          | 21.62    |
| 400 metros                  | Simoncito Silvera (VEN)                                                            | 46.54    | John Valoyes (COL)                                                        | 46.96    | Luís Ambrósio (BRA)                                                         | 47.43    |
| 800 metros                  | Simoncito Silvera (VEN)                                                            | 1:48.53  | Fabiano Peçanha (BRA)                                                     | 1:48.90  | Thiago Chyaromont (BRA)                                                     | 1:50.27  |
| 1 500 metros                | Fabiano Peçanha (BRA)                                                              | 3:52.21  | José Manuel González (VEN)                                                | 3:52.80  | Bayron Piedra (ECU)                                                         | 3:52.91  |
| 5 000 metros                | Fernando Fernandes (BRA)                                                           | 14:30.56 | Franck de Almeida (BRA)                                                   | 14:32.40 | Miguel Bárzola (ARG)                                                        | 14:38.50 |
| 10 000 metros               | Franck de Almeida (BRA)                                                            | 30:28.73 | Miguel Bárzola (ARG)                                                      | 31:07.09 | Cláudio da Cruz (BRA)                                                       | 31:49.55 |
| 10 km marcha atlética       | Andrés Chocho (ECU)                                                                | 43:58.89 | Rafael dos Anjos Duarte (BRA)                                             | 44:08.41 | Víctor Marín (PER)                                                          | 47:46.53 |
| 110 metros barreiras        | Thiago Dias (BRA)                                                                  | 14.39    | Marleán Reyna (VEN)                                                       | 14.68    | Marcius de Almeida (BRA)                                                    | 14.79    |
| 400 metros barreiras        | Denis de Santana (BRA)                                                             | 52.34    | Tiago Bueno (BRA)                                                         | 52.61    | José Ferrín (ECU)                                                           | 53.02    |
| 3.000 metros com obstáculos | Mariano Mastromarino (ARG)                                                         | 8:54.51  | Fernando Fernandes (BRA)                                                  | 8:54.94  | Sergio Lobos (CHI)                                                          | 9:17.55  |
| 4×100 metros estafetas      | Brasil · Marcius de Almeida · Bruno Campos · Basilio de Morais · Bruno Pacheco     | 40.17    | Argentina · Diego Morán · Matias López · Matías Galardi · Pablo Del Valle | 41.50    | Chile · Iván Sandoval · Alfredo Jalón · Sebastián Martínez · Pablo Colville | 41.82    |
| 4×400 metros estafetas      | Brasil · Marcius de Almeida · Thiago Chyaromont · Denis de Santana · Luís Ambrósio | 3:08.45  | Venezuela · José Acevedo · Olwin Granados · Luis Luna · Simoncito Silvera | 3:09.91  | Argentina · Matias Schmidt · José Pignataro · Ángel Ojeda · Ariel Pallero   | 3:16.55  |
| Salto em altura             | Santiago Guerci (ARG)                                                              | 2.09     | Fábio Baptista (BRA)                                                      | 2.09     | Gerardo Canale (ARG)                                                        | 2.06     |
| Salto com vara              | José Francisco Nava (CHI)                                                          | 4.90     | Jorge Naranjo (CHI)                                                       | 4.90     | Fábio da Silva (BRA)                                                        | 4.80     |
| Salto em comprimento        | Thiago Dias (BRA)                                                                  | 7.43w    | Jefferson Sabino (BRA)                                                    | 7.25w    | Cristián Lyon (CHI)                                                         | 7.07w    |
| Salto triplo                | Jefferson Sabino (BRA)                                                             | 15.56    | Felipe Moreno (COL)                                                       | 14.94    | Diego Hunt (ARG)                                                            | 14.40    |
| Arremesso de peso           | Gustavo de Mendonça (BRA)                                                          | 16.81    | Edmundo Martínez (VEN)                                                    | 16.67    | Ezequiel Vicente (ARG)                                                      | 16.07    |
| Lançamento de disco         | Germán Lauro (ARG)                                                                 | 51.68    | Héctor Hurtado (VEN)                                                      | 50.42    | Gustavo de Mendonça (BRA)                                                   | 50.07    |
| Lançamento do martelo       | Fabián Di Paolo (ARG)                                                              | 63.97    | Lucas Andino (ARG)                                                        | 60.64    | Roberto Sáez (CHI)                                                          | 59.83    |
| Lançamento do dardo         | Alexon Maximiano (BRA)                                                             | 71.31    | Dayron Márquez (COL)                                                      | 67.35    | Pablo Alfano (ARG)                                                          | 66.39    |
| Decatlo                     | Ivan da Silva (BRA)                                                                | 7107     | André Salvino (BRA)                                                       | 6282     | Fernando Martín (ARG)                                                       | 5534     |

### Feminino
| Evento                      | Ouro                                                                                       | Ouro     | Prata                                                                             | Prata    | Bronze                                                                                   | Bronze   |
| --------------------------- | ------------------------------------------------------------------------------------------ | -------- | --------------------------------------------------------------------------------- | -------- | ---------------------------------------------------------------------------------------- | -------- |
| 100 metros                  | Thatiana Regina Ignácio (BRA)                                                              | 11.64    | Melisa Murillo (COL)                                                              | 12.03    | Evelyn dos Santos (BRA)                                                                  | 12.04    |
| 200 metros                  | Norma González (COL)                                                                       | 23.67    | Thatiana Regina Ignácio (BRA)                                                     | 24.33    | Melisa Murillo (COL)                                                                     | 24.37    |
| 400 metros                  | Norma González (COL)                                                                       | 54.06    | Joyce Prieto (BRA)                                                                | 55.29    | Amanda Dias (BRA)                                                                        | 55.56    |
| 800 metros                  | Juliana de Azevedo (BRA)                                                                   | 2:08.84  | Jenny Mejías (VEN)                                                                | 2:11.38  | Kamila Govorcín (CHI)                                                                    | 2:12.62  |
| 1 500 metros                | Juliana de Azevedo (BRA)                                                                   | 4:42.84  | Evelyn Guerra (PAN)                                                               | 4:43.42  | Fabiana de Jesus (BRA)                                                                   | 4:46.03  |
| 3 000 metros                | Eliane Pereira (BRA)                                                                       | 10:12.75 | Evelyn Guerra (PAN)                                                               | 10:12.84 | Inés Melchor (PER)                                                                       | 10:12.99 |
| 5 000 metros                | Inés Melchor (PER)                                                                         | 17:14.49 | Nadia Rodríguez (ARG)                                                             | 17:19.55 | Yolanda Caballero (COL)                                                                  | 17:28.26 |
| 10 km marcha atlética       | Alessandra Picagevicz (BRA)                                                                | 52:03.9  | Ariana Quino (BOL)                                                                | 52:06.6  | Luisa Paltín (ECU)                                                                       | 52:10.7  |
| 100 metros barreiras        | Janaína Sestrem (BRA)                                                                      | 14.60    | Soledad Donzino (ARG)                                                             | 14.65    | Sandrine Legenort (VEN)                                                                  | 14.79    |
| 400 metros barreiras        | Perla dos Santos (BRA)                                                                     | 58.96    | Yusmely García (VEN)                                                              | 59.89    | Raquel da Costa (BRA)                                                                    | 61.06    |
| 3.000 metros com obstáculos | Giovana Costa (BRA)                                                                        | 11:04.12 | Yolanda Caballero (COL)                                                           | 11:06.80 | Patrícia Lobo (BRA)                                                                      | 11:18.99 |
| 4×100 metros estafetas      | Brasil · Renata Sampaio · Alessandra Joaquim · Evelyn dos Santos · Thatiana Regina Ignácio | 45.09    | Colômbia · Caterine Ibargüen · Melisa Murillo · Sonia Petty · Norma González      | 45.92    | Venezuela · Jennifer Arveláez · Sandrine Legenort · Angela Alfonso · Wilmary Álvarez     | 46.82    |
| 4×400 metros estafetas      | Brasil · Gisele Cruz · Amanda Dias · Joyce Prieto · Perla dos Santos                       | 3:41.04  | Venezuela · Wilmary Álvarez · Sandrine Legenort · Angela Alfonso · Yusmely García | 3:49.41  | Argentina · Daniela Crespo · Veronica Barraza · Jorgelina Litterini · Cristina Ferrarini | 3:49.6   |
| Salto em altura             | Caterine Ibargüen (COL)                                                                    | 1.77     | Kerstin Weiss (CHI)                                                               | 1.77     | Jailma de Lima (BRA)                                                                     | 1.71     |
| Salto com vara              | Alina Alló (ARG)                                                                           | 3.80     | Karla Rosa da Silva (BRA)                                                         | 3.75     | María Paz Ausín (CHI)                                                                    | 3.75     |
| Salto em comprimento        | Keila Costa (BRA)                                                                          | 6.20     | Caterine Ibargüen (COL)                                                           | 5.87     | Fernanda Gonçalves (BRA)                                                                 | 5.85     |
| Salto triplo                | Keila Costa (BRA)                                                                          | 13.66    | Jennifer Arveláez (VEN)                                                           | 13.18    | Caterine Ibargüen (COL)                                                                  | 12.65    |
| Arremesso de peso           | Yanira Hurtado (VEN)                                                                       | 14.10    | Paola Cheppi (ARG)                                                                | 13.63    | Arelis Quiñones (COL)                                                                    | 13.07    |
| Lançamento de disco         | Yesenia Gauna (VEN)                                                                        | 44.60    | Karina Díaz (ECU)                                                                 | 43.45    | Arelis Quiñones (COL)                                                                    | 42.10    |
| Lançamento do martelo       | Jennifer Dahlgren (ARG)                                                                    | 57.50    | Alessandra Peixoto (BRA)                                                          | 53.30    | Adriana Benaventa (VEN)                                                                  | 53.01    |
| Lançamento do dardo         | Leryn Franco (PAR)                                                                         | 47.01    | María González (VEN)                                                              | 46.90    | Anabella Petta (ARG)                                                                     | 45.49    |
| Heptatlo                    | Valeria Steffens (CHI)                                                                     | 4956     | Katiusca Venâncio (BRA)                                                           | 4915     | Thaimara Rivas (VEN)                                                                     | 4832     |

## Quadro de medalhas (não oficial)
| Ordem | País      | Medalha de ouro | Medalha de prata | Medalha de bronze | Total |
| ----- | --------- | --------------- | ---------------- | ----------------- | ----- |
| 1     | Brasil    | 26              | 14               | 14                | 54    |
| 2     | Argentina | 6               | 7                | 10                | 23    |
| 3     | Venezuela | 4               | 10               | 4                 | 18    |
| 4     | Colômbia  | 3               | 7                | 5                 | 15    |
| 5     | Chile     | 2               | 2                | 6                 | 10    |
| 6     | Equador   | 1               | 1                | 3                 | 5     |
| 7     | Peru      | 1               | 0                | 2                 | 3     |
| 8     | Paraguai  | 1               | 0                | 0                 | 1     |
| 9     | Panamá    | 0               | 2                | 0                 | 2     |
| 10    | Bolívia   | 0               | 1                | 0                 | 1     |

## Participantes (não oficial)
Uma contagem não oficial produziu o número de 265 atletas de 13 países: 
| - Argentina (61) - Bolívia (8) - Brasil (67) - Chile (37) - Colômbia (19) - Equador (11) - Guiana (2) | - Panamá (2) - Paraguai (12) - Peru (6) - Suriname (2) - Uruguai (10) - Venezuela (28) |